# Stade Yoshida
Stade Yoshida – wielofunkcyjny stadion w Koné w Nowej Kaledonii. Jest obecnie używany głównie dla meczów piłki nożnej. Swoje mecze rozgrywa na nim drużyna piłkarska JS Baco. Stadion może pomieścić 1000 widzów.